# Secretaria del Parlament Europeu

Logotip

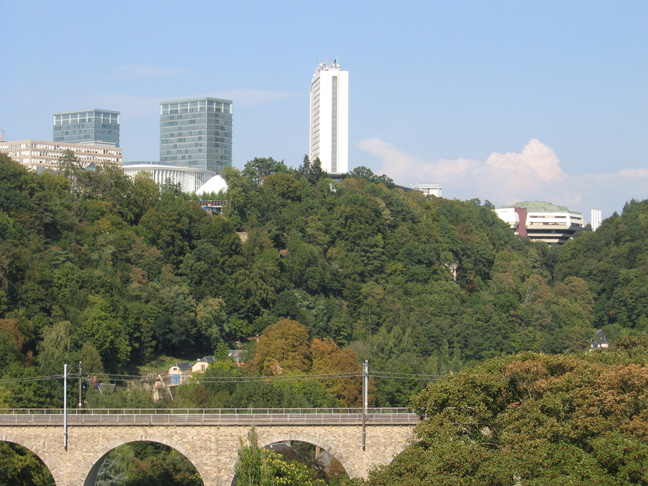
Edificis del Parlament Europeu a Luxemburg

La Secretaria del Parlament Europeu és l'organisme administratiu encarregat de coordinar els treballs legislatius i d'organitzar les sessions plenàries i d'altres reunions d'aquesta institució legislativa de la Unió Europea. La seu es troba a la ciutat de Luxemburg, no gaire lluny de les seus oficial (Estrasburg) i de treball (Brussel·les) de l'Eurocàmera. Al cap de la seu es troba un secretari general nomenat per la Taula del Parlament.
La Secretaria General presta assistència tècnica i organitzativa als eurodiputats i a altres òrgans parlamentaris del Parlament, fonamentalment al seu President i als grups polítics de la Càmera. Administra el pressupost de la institució sota l'autoritat del President i de la Taula. També proveeix d'assistència jurídica a tot el Parlament, mitjançant els serveis jurídics de la Càmera, que l'estan encomanats, i és també responsable dels serveis de traducció.
La Secretaria General del Parlament Europeu s'organitza en deu direccions generals: 
- DG de Presidència
- DG de Polítiques Interiors
- DG de Polítiques Exteriors
- DG de Finances
- DG de Comunicació
- DG de Personal
- DG d'Infraestructures i Logística
- DG de Traducció
- DG d'Interpretació i Conferències
- DG d'Innovació i Assistència Tecnològica